# (11061) Lagerlöf
(11061) Lagerlöf (1991 RS40) – planetoida z pasa głównego asteroid okrążająca Słońce w ciągu 4,64 lat w średniej odległości 2,78 j.a. Odkryta 10 września 1991 roku.